# Френкі Лайлс
Френкі Лайлс (англ. Frankie Liles; 14 лютого 1965, Сірак'юс) — американський професійний боксер, чемпіон світу за версією WBA (1994-1999) у другій середній вазі.

## Аматорська кар'єра
У березні 1988 року став чемпіоном США в категорії до 71 кг, в 1/8 фіналу здобувши перемогу над Роєм Джонсом. Але на передолімпійських випробуваннях, здобувши дві перемоги, у фіналі програв Рою Джонсу і не потрапив на Олімпійські ігри 1988, поступившись місцем у збірній США Джонсу.

## Професіональна кар'єра
Дебютував на профірингу у листопаді 1988 року.
12 серпня 1994 року вийшов на бій проти чемпіона світу за версією WBA у другій середній вазі співвітчизника Стіва Літтла, який проводив перший захист,  і здобув перемогу одностайним рішенням суддів. 17 грудня 1994 року вийшов на бій проти попереднього чемпіона WBA Майкла Нанна, який втратив титул в бою з Стівом Літтлом. Поєдинок завершився перемогою Лайлса одностайним рішенням. Після цього Лайлс здобув шість перемог поспіль.
12 червня 1999 року вийшов на бій проти Байрона Мітчелла (США) і програв технічним нокаутом в одинадцятому раунді. Провівши ще один поєдинок, завершив виступи.